# Castillo de Lowther
El Castillo de Lowther (en inglés: Lowther Castle Stead) es un sitio medieval situado en el condado inglés de Cumbria, posiblemente un castillo en forma de anillo (ringwork castle). Se encuentra justo al este del río Lowther, en la parroquia civil de Lowther. El castillo fue construido probablemente en el siglo XI o XII como parte de la conquista normanda de la región y quedó fuera de uso a mediados del XIV. También se establecieron un pueblo medieval y una iglesia en las cercanías.
El castillo medieval fue investigado arqueológicamente por primera vez en 1997, cuando la Unidad de Arqueología de la Universidad de Lancaster realizó un estudio de movimiento de tierras. En 2023, la Universidad de Lancaster, la Universidad de Lancashire Central y la empresa Allen Archaeology realizaron excavaciones arqueológicas en el sitio. 

## Localización

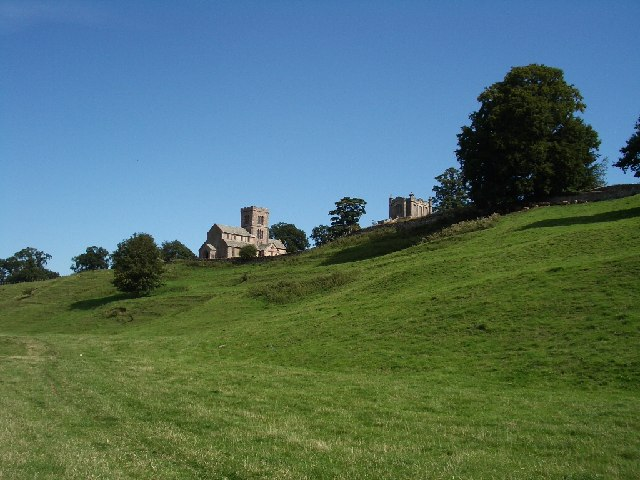
La iglesia parroquial fue fundada en el.

La fortificación medieval de Lower Castle se encuentra en lo que ahora es una zona boscosa; al oeste del castillo, el terreno desciende hasta el río Lowther, que fluye de sur a norte. En la Edad Media, antes de que se estableciera el bosque, la visibilidad del castillo lo habría convertido en un hito importante en la zona.
El castillo está a 329,2 metros al sur de la Iglesia de San Miguel, que data al menos de finales del XII. El pueblo medieval de Lowther se encontraba entre la iglesia y el castillo. En la época medieval, también había un parque de ciervos para la caza, un pasatiempo muy popular entre los señores medievales.

## Historia
No se sabe con certeza cuándo se construyó el castillo medieval, pero es probable que se remonte al siglo XI o XII. Si se construyó en el siglo XI, es posible que su construcción formara parte de la conquista normanda de la región. En 1174 se documentó un «castellum de Lauudre», que puede hacer referencia al castillo de Lowther.
El pueblo de Lowther se dispuso a lo largo de dos caminos, uno que iba de este a oeste y el otro de norte a sur, y con el castillo en el extremo sur y la iglesia en el norte. Es probable que fuera un asentamiento planificado con parcelas de casas espaciadas regularmente. La conquista normanda de la región condujo al establecimiento de muchos asentamientos planificados similares como Melkinthorpe.

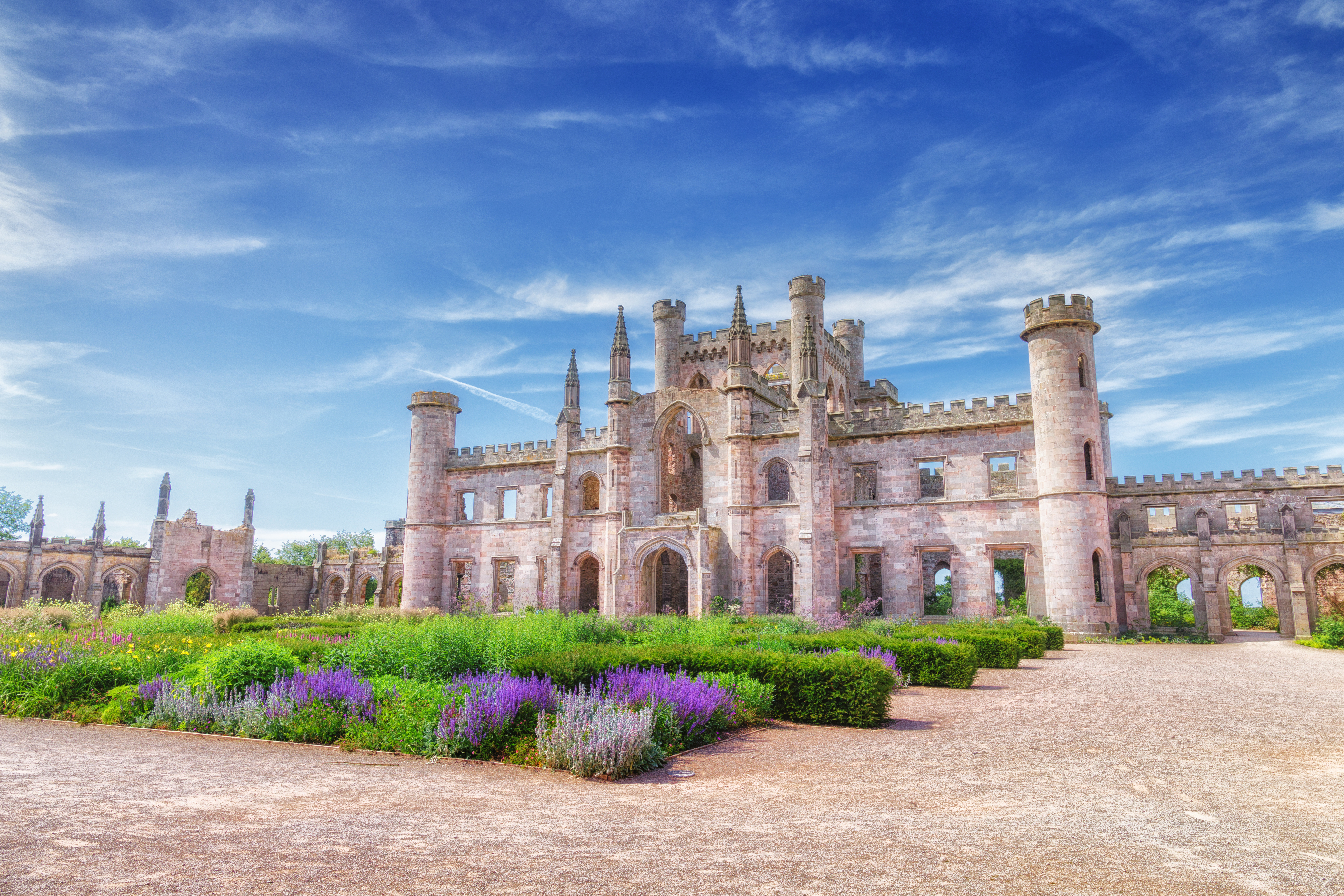
El edificio actual, llamado Castillo Lowther, fue construido a principios del por Robert Smirke.

El castillo medieval fue probablemente abandonado a mediados del siglo XIV, aunque el pueblo continuó habitado. Más o menos en esa época se construyó una torre de vigilancia a unos 400 metros al sureste del castillo. Esta torre se convirtió en una casa de campo y a partir del siglo XIX tomó el nombre de Castillo de Lowther; fue abandonado después de la Segunda Guerra Mundial. John Lowther, primer vizconde de Lonsdale, cuando todavía era Sir John Lowther Bt, demolió el pueblo medieval en 1682.

## Investigación
En 1997, la Unidad de Arqueología de la Universidad de Lancaster realizó un estudio de los movimientos de tierra del castillo y el pueblo medieval asociado a este al este y al norte.
En 2023, Sophie Thérèse Ambler obtuvo financiación del Castle Studies Trust para llevar a cabo los primeros estudios geofísicos y excavaciones en el sitio del castillo y el pueblo medieval. Con la participación de la Universidad de Lancaster, la Universidad de Lancashire Central y Allen Archaeology, el objetivo era investigar la historia temprana del sitio. El estudio geofísico se centró en el pueblo medieval. El proyecto apareció en Digging for Britain, una serie de televisión sobre arqueología en el Reino Unido que se emite en la BBC.

## Disposición
El castillo de Lowther consta de un recinto aproximadamente cuadrado delimitado por un terraplén. El interior del castillo se elevó artificialmente por encima del nivel del suelo. Es probable que el terraplén fuera originalmente más alto y que los niveles superiores se hayan erosionado con el paso del tiempo. También es probable que el terraplén estuviera coronada por una empalizada de madera. Se accedía al castillo a través de una brecha en la parte oriental del terraplén.